# Cariaco
 Ovo je glavno značenje pojma Cariaco. Za druga značenja pogledajte Cariaco (razdvojba).
Cariaco je grad u Venezueli, u saveznoj državi Sucre, Venezuela. Grad je sjedište općine Ribero. Nalazi se na riheci Cariaco, vrlo blizu njenog ušća u zaljev Cariaco u Karipskom moru, a gradska luka je poznata pod imenom  Puerto Sucre.

## Povijest
Grad i okolicu je 1997. pogodio potres: Potres u Cariacu 1997.